# Carmen Sendra Muñoz
Carmen Sendra Muñoz (Valencia, 8 de septiembre de 1931-Valencia, 19 de septiembre de 2011) fue una empresaria española, pionera en el mundo empresarial.

## Biografía
Carmen nació en Valencia, en el seno de una familia de empresarios valencianos exportadores de frutas. Pasado el tiempo, se convirtieron en empresarios hoteleros, creando el Grupo Industrias Hoteleras Sendra S.A., integrado por los hoteles Carlton (Alicante); y Regina, Inglés, Excélsior y Astoria (Valencia). Carmen fue consejera y Presidenta del Consejo de Administración.Como propietaria y directora del hotel Astoria, se aseguró de que los salarios de sus empleados, —hombres y mujeres— eran equitativos.Durante su juventud, siendo una de las primeras mujeres en conducir y con dominio de varios idiomas, recorrió gran parte de Europa.Fue una mujer apasionada por Valencia, su cultura y su patrimonio. Su trayectoria estuvo marcada por un compromiso inquebrantable con la cultura, la formación en la excelencia profesional, la promoción de la mujer y de la juventud, especialmente en el sector de la hostelería.
Carmen fue la primera mujer en la junta Directiva de la Confederación Empresarial Valenciana (CEV) y en la Asociación Valenciana de Empresarios (AVE). Con su equipo creó la Fundación Astoria, cuyo objetivo principal era impulsar la excelencia en el sector de la hostelería mediante iniciativas concretas. Creía firmemente en la importancia de la Formación Profesional en este ámbito y en el papel fundamental que desempeñaban las nuevas generaciones para garantizar un futuro prometedor. En colaboración con el Club de Jefes de Cocina de la Comunidad Valenciana, impulsó becas para Cocineros Jóvenes con el fin de fomentar el talento emergente en la gastronomía. A través de este programa, jóvenes cocineros recibían apoyo económico y la oportunidad de realizar prácticas en restaurantes de prestigio, promoviendo así su crecimiento profesional y personal. Sabiendo que la hostelería es un sector exigente y en constante evolución, promovió un estudio de mercado para analizar la formación continua en los mejores restaurantes. Su objetivo era sensibilizar a los empresarios sobre la importancia de invertir en la capacitación de sus empleados, fomentando el esfuerzo, la creatividad y el trato exquisito al cliente. Convencida de que el trabajo de las camareras en los hoteles de lujo era fundamental pero a menudo invisible, la Fundación convocó el “Concurso camareras de piso de la Comunidad Valenciana” para destacar su profesionalidad y dedicación. Los hoteles, aunque sean un lugar de paso, cumplen una función esencial en la experiencia de los clientes, y ella quería que quienes los hacían acogedores recibieran el reconocimiento que merecían. Colaboró con el Centro de Formación Profesional Altaviana favoreciendo acciones y encuentros que resaltaran la profesionalidad y el componente humano del servicio. Otro de sus objetivos le llevó a fomentar la cultura integral y humanística de la mujer a través del Club Besori donde se organizaban conferencias y debates sobre temas de actualidad.
Presidió el Consorcio para la Rehabilitación del Centro Histórico de Valencia, una iniciativa ciudadana, constituida por asociaciones de vecinos y comercios. Desde el Consorcio, junto con la Confederación empresarial Valenciana y la colaboración de distintos organismos, promocionó la Pasarela del Carmen,que agrupaba jóvenes diseñadores y modistos de alta costura. Fue también consejera de Bancaja y miembro del Patronato de Feria de Valencia.
Compatibilizó su marcada vocación empresarial con la atención a su familia. Casada con Lorenzo Martínez Busutil, el matrimonio tuvo ocho hijos. Supernumeraria del Opus Dei —desde el 10 de mayo de 1961— impulsó diversas iniciativas apostólicas de la Prelatura, como el Club Cultural Besori, o las Jornadas sobre la Doctrina social de la Iglesia para empresarios, celebradas anualmente en La Lloma —una casa de actividades formativas de Valencia—, entre otras.
Durante sus últimos años padeció una degeneración macular, que le llevó a estudiar braille. Falleció en Valencia, el 19 de septiembre de 2011,a causa de una insuficiencia respiratoria que se fue agravando progresivamente.